# Mathias Dewatripont

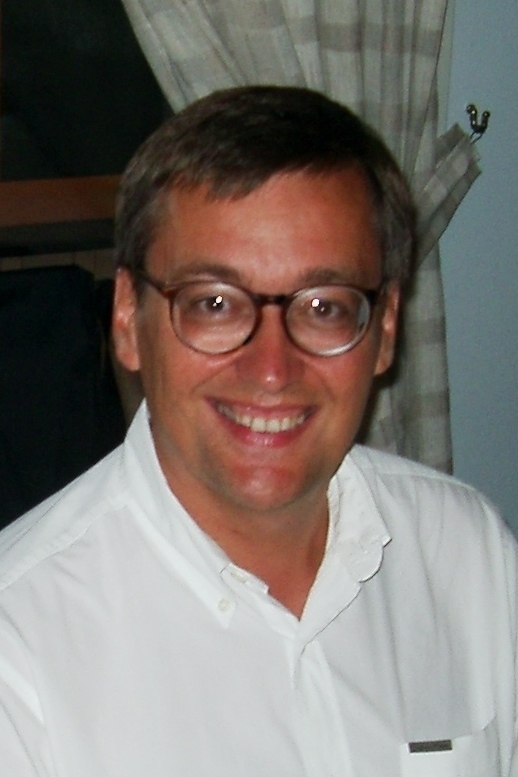
Mathias Dewatripont

Mathias François Dewatripont (* 27. Dezember 1959 in Brüssel) ist ein belgischer Wirtschaftswissenschaftler. Im Juni 2014 übernahm er das Amt des Vizegouverneurs der Belgischen Nationalbank.

## Werdegang, Forschung und Lehre
Dewatripont studierte Volkswirtschaftslehre an der Université libre de Bruxelles (ULB). Nach seinem Bachelor of Arts 1981 und Master of Arts 1982 ging er in die USA an die Harvard University. Dort erhielt er 1986 seinen PhD, bereits im Jahr zuvor war er als Forscher an die Université libre zurückgekehrt. 1988 ging er als Assistenzprofessor ans Massachusetts Institute of Technology, ab 1990 war er wiederum Lehrbeauftragter an der Université libre. 1994 wurde er dort zum ordentlichen Professor berufen.
Im Mai 2011 wurde Dewatripont für eine Amtszeit von 6 Jahren zum Direktor der Belgischen Nationalbank berufen. Parallel nahm er weitere Mandate und Ämter auf, zum Beispiel sitzt er seit Juni 2011 im Basel Committee on Banking Supervision, war zwischen Juni 2011 und Dezember 2013 bei der Europäischen Bankenaufsichtsbehörde und ab Juni 2011 bis Oktober 2013 zunächst als stellvertretendes und später Vollmitglied bei der Europäischen Aufsichtsbehörde für das Versicherungswesen und die betriebliche Altersversorgung. Seit März 2012 ist er Mitglied im Hohen Finanzrat. Mit Übernahme der Tätigkeiten bei der Nationalbank wurde er zum außerordentlichen Professor an der ULB. Bereits 2005 war er für ein Jahr Vorsitzender der Europäischen Ökonomischen Vereinigung.
Im Mittelpunkt der wissenschaftlichen Arbeit Dewatriponts stehen Fragestellungen zur Vertragstheorie und zu Organizational Behavior insbesondere im Bereich der Finanzindustrie.
Für seine Arbeit wurde Dewatripont mehrfach ausgezeichnet, darunter finden sich der 1998 verliehene Francqui-Preis und der 2003 verliehene Yrjö-Jahnsson-Preis. 2009 wurde er in die American Academy of Arts and Sciences gewählt. 2018 wurde er zum Mitglied der Academia Europaea gewählt.

## Werke
Die folgende Auflistung gibt von Dewatripont veröffentlichte Bücher wieder, zudem hat er zahlreiche Zeitschriftenartikel und Arbeitspapiere verfasst.
- Contract Theory (mit Patrick Bolton, 2005)
- Advances in Economics and Econometrics (Hrsg. mit Lars Peter Hansen und Stephen J. Turnovsky, 2003)